# Serranía de Piojó
La serranía de Piojó es una pequeña cadena montañosa en el noroccidente colombiano. También conocida como cerro Piojó o colinas de Piojo. Está ubicada en el municipio del Piojó en el departamento del Atlántico y limita al occidente con el departamento de Bolívar, al norte con el municipio de Juan de Acosta, al oriente con el municipio de Usiacurí, al suroriente con Sabanalarga y al sur con Luruaco.
Tiene una altitud de 160 m.s.n.m., su posición geográfica es 10°42’0” N y 75°7’0” O en formato DMS o 10.7 y -75.1167 en grados decimales.
se caracteriza por un clima que va desde los 24 °C hasta los 35 °C.
- Datos: Q16630591